# Vostangare
De vostangare (Orchesticus abeillei) is een zangvogel uit de familie Thraupidae. De soort is genoemd naar de Franse ornitholoog Grégoire Abeillé .

## Verspreiding en leefgebied
Deze soort is endemisch in zuidoostelijk Brazilië.